# Tarentaise, Loire
Tarentaise là một xã trong tỉnh Loire miền trung nước Pháp.